# نوشیرو مارو
نوشیرو مارو (به انگلیسی: Noshiro Maru) یک کشتی بود که طول آن ۴۴۸٫۶ فوت (۱۳۶٫۷ متر) بود. این کشتی در سال ۱۹۳۴ ساخته شد.